# Janusz Majewski (filmrendező)
Janusz Marian Majewski (Lwów, 1931. augusztus 5. – 2024. január 10.) lengyel filmrendező, forgatókönyvíró.

## Élete
Szülei Tadeusz Majewski és Maria Taschke voltak. 1955-ben végzett a Krakkói Műegyetem Építészeti Karán. 1955–1960 között játékfilmek forgatókönyvírója. 1960-ban végzett a łódźi Színház- és Filmművészeti Főiskolán. 
1961-től rövidfilmeket is rendezett. 1967-től játékfilmrendező volt. 1970–1974 között a Lengyel Filmművészeti Szövetség titkára, 1983–1990 között elnöke. 1974–1987 között a lódzi Színház- és Filmművészeti Főiskola docense, 1987-től rendkívüli professzora. 1985–1986 között a Kansasi Egyetem vendégprofesszora volt.

## Magánélete
1960-ban házasságot kötött Zofia Nasierowska-val. Két gyermekük született: Anna (1965) és Pawel (1967).

## Filmjei

### Rendezőként
- Fotográfia (1957) (forgatókönyvíró is)
- Rondó (1959) (forgatókönyvíró is)
- Kórház (1962) (forgatókönyvíró is)
- A Fleischer-album (1963) (forgatókönyvíró is)
- Párbaj (1964)
- Awatar (1965) (forgatókönyvíró is)
- Az albérlő (1966) (forgatókönyvíró is)
- A gyilkos, aki ellopta a gyilkosságot (1969) (forgatókönyvíró is)
- A medveember (1970)
- Féltékenység és orvostudomány (1973) (forgatókönyvíró is)
- Hotel Pacific (1975)
- A Gorgonowa-ügy (1977)
- Holtak nyelve (1979) (forgatókönyvíró is)
- Bona királynő (1980)
- Szerelem pasztellben (1983) (forgatókönyvíró is)
- Barbara királyné sírfelirata (1983) (forgatókönyvíró is)
- K. u. k. szökevények [5](1985) (forgatókönyvíró is)
- Fekete völgy (1989)
- Napóleon (1990)
- Viszontlátásra tegnap (1993)
- Az ördög és a hajadon (1995) (forgatókönyvíró is)
- A szökevények aranya (1998) (forgatókönyvíró is)

### Színészként
- Az éjszakai vonat (1959)

## Díjai
- Fipresci-díj (1966) Az albérlő